# Thomás Mávros
Thomás Mávros (en grec : Θωμάς Μαύρος), né le 31 mai 1954 à Kallithéa, est un ancien footballeur grec qui jouait au poste d'avant-centre.
Mávros est le meilleur buteur de l'histoire du championnat de Grèce avec 260 buts en 501 matches.

## Clubs
- Panionios Athènes (1970-1976)
- AEK Athènes (1976-1988)
- Panionios Athènes (1988-1991)

## Sélection
- 36 sélections (1972-1982)
- 11 buts

## Palmarès
- Championnat de Grèce (1978, 1979)
- Coupe de Grèce (1978)
- Meilleur buteur du championnat grec (1978, 1979, 1985, 1990)